# Система футбольных лиг России
Систе́ма футбо́льных лиг Росси́и состоит из как минимум пяти уровней и управляется тремя организациями: Российской премьер-лигой, Футбольной национальной лигой и межрегиональными объединениями. Курирует турниры и отвечает за общую организацию соревнований в стране Российский футбольный союз.

## Общие положения
Чемпионат России (турнир, в котором ежегодно определяется чемпион России) проводится в высшем дивизионе (РПЛ, ранее — Высшая лига, Высший дивизион, РФПЛ).
Соревнования в более низших дивизионах (Первая лига; Вторая лига; а в 1994—1997 годах ещё и Третья лига) относятся к Первенству России в структуре профессиональных (нелюбительских) соревнований (команд мастеров), и в них определяются победители соответствующих турниров, получающие, в соответствии с принципами ротации между лигами, возможность повыситься в классе, то есть перейти в более высокий дивизион.
Третья лига и четвёртый дивизион представляют собой соревнования непрофессиональных (любительских) клубов (третий дивизион — полупрофессиональный). Пополнение профессиональных лиг/дивизионов некоторое время осуществлялось главным образом по принципам соответствия финансовым и инфраструктурным требованиям, предъявляемым к клубам-претендентам (для этого необязательно было быть клубом III или IV дивизиона; в частности, нередко имели место случаи, когда, например, создаваемый «с нуля» клуб сразу заявлялся в профессиональную лигу, в этом случае, согласно норме РФС, клубу необходимо было внести сумму в 10 миллионов рублей). Решения о включении клуба в число участников профессиональных соревнований принимаются специальной комиссией РФС. Зачастую победители третьего дивизиона не переходят уровнем выше из-за несоответствия этим требованиям, как правило, отсутствуют сами попытки и намерения, ввиду адекватной оценки собственных возможностей, выражающейся, прежде всего, в понимании факта отсутствия должного финансирования, необходимого на новом уровне. В 2023 году Вторая лига была разделена на дивизионы «А» и «Б» с системой ротации между ними, при этом ротация команд между дивизионом «А» и Первой лигой происходит летом, а между дивизионом «Б» и Третьей лигой — зимой, и переход в дивизион «Б» может быть осуществлён в том числе на основании спортивного принципа.

## Эволюция структуры общенациональных футбольных лиг России
Лига под управлением РФПЛ, РПЛ
 Дивизионы под управлением ФНЛ
 Дивизионы под управлением ПФЛ
 Дивизионы под управлением ДПФ РФС
 Дивизионы любительского уровня
| Годы        | D1                                 | D2                  | D3                                           | D4                                                                 | D5                                            | D6                       |
| ----------- | ---------------------------------- | ------------------- | -------------------------------------------- | ------------------------------------------------------------------ | --------------------------------------------- | ------------------------ |
| 1992—1993   | Высшая лига                        | Первая лига         | Вторая лига                                  | Первенство КФК                                                     |                                               |                          |
| 1994—1997   | Высшая лига                        | Первая лига         | Вторая лига                                  | Третья лига                                                        | Первенство КФК (в 1994—1997 — Четвёртая лига) |                          |
| 1998—2001   | Высший дивизион                    | Первый дивизион     | Второй дивизион                              | Первенство КФК / Первенство ЛФК (в 2004—2010 — ЛФЛ) / III дивизион | Четвёртый дивизион (регион.)                  |                          |
| 2002—2010   | Российская футбольная Премьер-лига | Первый дивизион     | Второй дивизион                              | Первенство КФК / Первенство ЛФК (в 2004—2010 — ЛФЛ) / III дивизион | Четвёртый дивизион (регион.)                  |                          |
| 2011—2013   | Российская футбольная Премьер-лига | Первенство ФНЛ      | Второй дивизион                              | Первенство КФК / Первенство ЛФК (в 2004—2010 — ЛФЛ) / III дивизион | Четвёртый дивизион (регион.)                  | Муниципальные чемпионаты |
| 2013—2018   | Российская футбольная Премьер-лига | Первенство ФНЛ      | Первенство ПФЛ                               | Первенство КФК / Первенство ЛФК (в 2004—2010 — ЛФЛ) / III дивизион | Четвёртый дивизион (регион.)                  | Муниципальные чемпионаты |
| 2018—2021   | Российская Премьер-лига            | Первенство ФНЛ      | Первенство ПФЛ                               | Первенство КФК / Первенство ЛФК (в 2004—2010 — ЛФЛ) / III дивизион | Четвёртый дивизион (регион.)                  | Муниципальные чемпионаты |
| 2021/2022   | Российская Премьер-лига            | Первый дивизион ФНЛ | Второй дивизион ФНЛ                          | Первенство КФК / Первенство ЛФК (в 2004—2010 — ЛФЛ) / III дивизион | Четвёртый дивизион (регион.)                  | Муниципальные чемпионаты |
| 2022/2023   | Российская Премьер-лига            | Первая лига         | Вторая лига                                  | Первенство КФК / Первенство ЛФК (в 2004—2010 — ЛФЛ) / III дивизион | Четвёртый дивизион (регион.)                  | Муниципальные чемпионаты |
| с 2023/2024 | Российская Премьер-лига            | Первая лига         | Вторая лига — див. «А» и «Б» (весна — осень) | Первенство КФК / Первенство ЛФК (в 2004—2010 — ЛФЛ) / III дивизион | Четвёртый дивизион (регион.)                  | Муниципальные чемпионаты |
| с 2024      | Российская Премьер-лига            | Первая лига         | Вторая лига — див. «А» и «Б» (весна — осень) | Третья лига                                                        | Четвёртый дивизион (регион.)                  | Муниципальные чемпионаты |

1. 1 2  В сезоне 2011/12 произошёл переход с системы «весна — осень» на «осень — весна». В 2013 году в III дивизионе (Первенство ЛФК), а в 2024 году — в дивизионе «Б» Второй лиги, произошёл возврат на систему «весна — осень».

## Эволюция организаторов дивизионов
Профессиональные (нелюбительские) дивизионы
 Любительский уровень
| Годы         | D1       | D2  | D3      | D4            |
| ------------ | -------- | --- | ------- | ------------- |
| 1992—1993    | ПФЛ      | ПФЛ | ПФЛ     | РФС[уточнить] |
| 1994—1997    | ПФЛ      | ПФЛ | ПФЛ     | ПФЛ           |
| 1998—2001    | ПФЛ      | ПФЛ | ПФЛ     | РФС[уточнить] |
| 2002—2003    | РФПЛ/РПЛ | ПФЛ | ПФЛ     | РФС[уточнить] |
| 2004—2010    | РФПЛ/РПЛ | ПФЛ | ПФЛ     | ЛФЛ           |
| 2011—2013    | РФПЛ/РПЛ | ФНЛ | ДПФ РФС | РФС[уточнить] |
| 2013—2021    | РФПЛ/РПЛ | ФНЛ | ПФЛ     | МРО           |
| 2021—2022/23 | РФПЛ/РПЛ | ФНЛ | ФНЛ     | МРО           |
| с 2023/24    | РФПЛ/РПЛ |     | ФНЛ     |               |

1. ↑  Официально профессиональными соревнованиями являются Чемпионат РПЛ, Первая лига и Дивизион «А» Второй лиги, организуемые РФС[8].

## Текущая структура
По состоянию на 2023 год
| Уровень | Лига/Дивизионы | Лига/Дивизионы | Лига/Дивизионы                                                                      | Лига/Дивизионы | Лига/Дивизионы | Лига/Дивизионы | Лига/Дивизионы | Лига/Дивизионы | Лига/Дивизионы | Лига/Дивизионы | Лига/Дивизионы                                                                      |
| ------- | --- | --- | ----------------------------------------------------------------------------------- | --- | --- | --- | --- | --- | --- | --- | ----------------------------------------------------------------------------------- |
| 1       | Российская премьер-лига 16 клубов | Российская премьер-лига 16 клубов | Российская премьер-лига 16 клубов                                                   | Российская премьер-лига 16 клубов | Российская премьер-лига 16 клубов | Российская премьер-лига 16 клубов | Российская премьер-лига 16 клубов | Российская премьер-лига 16 клубов | Российская премьер-лига 16 клубов | Российская премьер-лига 16 клубов | Российская премьер-лига 16 клубов                                                   |
|         | ↑↓ 2-4 клуба | |                                                                                     | | | | | | | |                                                                                     |
| 2       | Футбольная национальная лига Первая лига 18 клубов | Футбольная национальная лига Первая лига 18 клубов | Футбольная национальная лига Первая лига 18 клубов                                  | Футбольная национальная лига Первая лига 18 клубов | Футбольная национальная лига Первая лига 18 клубов | Футбольная национальная лига Первая лига 18 клубов | Футбольная национальная лига Первая лига 18 клубов | Футбольная национальная лига Первая лига 18 клубов | Футбольная национальная лига Первая лига 18 клубов | Футбольная национальная лига Первая лига 18 клубов | Футбольная национальная лига Первая лига 18 клубов                                  |
|         | ↑↓ 3 клуба | |                                                                                     | | | | | | | |                                                                                     |
| 3       | Футбольная национальная лига Вторая лига. Дивизион «А» 20 клубов в 2 буферных зонах | Футбольная национальная лига Вторая лига. Дивизион «А» 20 клубов в 2 буферных зонах | Футбольная национальная лига Вторая лига. Дивизион «А» 20 клубов в 2 буферных зонах | Футбольная национальная лига Вторая лига. Дивизион «А» 20 клубов в 2 буферных зонах | Футбольная национальная лига Вторая лига. Дивизион «А» 20 клубов в 2 буферных зонах | Футбольная национальная лига Вторая лига. Дивизион «А» 20 клубов в 2 буферных зонах | Футбольная национальная лига Вторая лига. Дивизион «А» 20 клубов в 2 буферных зонах | Футбольная национальная лига Вторая лига. Дивизион «А» 20 клубов в 2 буферных зонах | Футбольная национальная лига Вторая лига. Дивизион «А» 20 клубов в 2 буферных зонах | Футбольная национальная лига Вторая лига. Дивизион «А» 20 клубов в 2 буферных зонах | Футбольная национальная лига Вторая лига. Дивизион «А» 20 клубов в 2 буферных зонах |
|         | ↑↓ 4 клуба | |                                                                                     | | | | | | | |                                                                                     |
| 3       | Футбольная национальная лига Вторая лига. Дивизион «Б» 64 клубов в 4 группах | Футбольная национальная лига Вторая лига. Дивизион «Б» 64 клубов в 4 группах | Футбольная национальная лига Вторая лига. Дивизион «Б» 64 клубов в 4 группах        | Футбольная национальная лига Вторая лига. Дивизион «Б» 64 клубов в 4 группах | Футбольная национальная лига Вторая лига. Дивизион «Б» 64 клубов в 4 группах | Футбольная национальная лига Вторая лига. Дивизион «Б» 64 клубов в 4 группах | Футбольная национальная лига Вторая лига. Дивизион «Б» 64 клубов в 4 группах | Футбольная национальная лига Вторая лига. Дивизион «Б» 64 клубов в 4 группах | Футбольная национальная лига Вторая лига. Дивизион «Б» 64 клубов в 4 группах | Футбольная национальная лига Вторая лига. Дивизион «Б» 64 клубов в 4 группах | Футбольная национальная лига Вторая лига. Дивизион «Б» 64 клубов в 4 группах        |
| 3       | Группа 1 14 клубов | Группа 1 14 клубов | Группа 2 18 клубов                                                                  | Группа 2 18 клубов | Группа 3 18 клубов | Группа 3 18 клубов | Группа 4 14 клубов | Группа 4 14 клубов | | |                                                                                     |
|         | ↑ 1 клуб (выход) ↓ ? клубов (вылет) | ↑ 1 клуб (выход) ↓ ? клубов (вылет) | ↑ 1 клуб (выход) ↓ ? клубов (вылет)                                                 | ↑ 1 клуб (выход) ↓ ? клубов (вылет) | ↑ 1 клуб (выход) ↓ ? клубов (вылет) | ↑ 1 клуб (выход) ↓ ? клубов (вылет) | ↑ 1 клуб (выход) ↓ ? клубов (вылет) | ↑ 1 клуб (выход) ↓ ? клубов (вылет) | | |                                                                                     |
| 4       | МРО — межрегиональные объединения Третий дивизион 117 клубов в 11 дивизионах | МРО — межрегиональные объединения Третий дивизион 117 клубов в 11 дивизионах | МРО — межрегиональные объединения Третий дивизион 117 клубов в 11 дивизионах        | МРО — межрегиональные объединения Третий дивизион 117 клубов в 11 дивизионах | МРО — межрегиональные объединения Третий дивизион 117 клубов в 11 дивизионах | МРО — межрегиональные объединения Третий дивизион 117 клубов в 11 дивизионах | МРО — межрегиональные объединения Третий дивизион 117 клубов в 11 дивизионах | МРО — межрегиональные объединения Третий дивизион 117 клубов в 11 дивизионах | МРО — межрегиональные объединения Третий дивизион 117 клубов в 11 дивизионах | МРО — межрегиональные объединения Третий дивизион 117 клубов в 11 дивизионах | МРО — межрегиональные объединения Третий дивизион 117 клубов в 11 дивизионах        |
| 4       | Северо-Запад 7 клубов | Чемпионат Санкт-Петербурга 10 клубов | Золотое Кольцо 11 клубов                                                            | Чемпионат Москвы* — Дивизион А 13 клубов | Чемпионат Московской области — Лига А (12 клубов) | СКФО/ЮФО 14 клубов | Центр 13 клубов | Урал и Западная Сибирь 12 клубов | Приволжье 8 клубов | Сибирь 13 клубов | Дальний Восток 4 клуба                                                              |
|         | ↑ 1 (выход) ↓ 1 клуб (вылет) | ↑ 1 (выход) ↓ 1 клуб (вылет) | ↑ 1 (выход) ↓ 1 клуб (вылет)                                                        | ↑ 1 (выход) ↓ 1 клуб (вылет) | ↑ 1 (выход) ↓ 1 клуб (вылет) | ↑ 1 (выход) ↓ 1 клуб (вылет) | ↑ 1 (выход) ↓ 1 клуб (вылет) | ↑ 1 (выход) ↓ 1 клуб (вылет) | ↑ 1 (выход) ↓ 1 клуб (вылет) | ↑ 1 (выход) ↓ 1 клуб (вылет) | ↑ 1 (выход) ↓ 1 клуб (вылет)                                                        |
| 5       | Чемпионаты субъектов Федерации (региональные) Четвертый дивизион 79 турниров | Чемпионаты субъектов Федерации (региональные) Четвертый дивизион 79 турниров | Чемпионаты субъектов Федерации (региональные) Четвертый дивизион 79 турниров        | Чемпионаты субъектов Федерации (региональные) Четвертый дивизион 79 турниров | Чемпионаты субъектов Федерации (региональные) Четвертый дивизион 79 турниров | Чемпионаты субъектов Федерации (региональные) Четвертый дивизион 79 турниров | Чемпионаты субъектов Федерации (региональные) Четвертый дивизион 79 турниров | Чемпионаты субъектов Федерации (региональные) Четвертый дивизион 79 турниров | Чемпионаты субъектов Федерации (региональные) Четвертый дивизион 79 турниров | Чемпионаты субъектов Федерации (региональные) Четвертый дивизион 79 турниров | Чемпионаты субъектов Федерации (региональные) Четвертый дивизион 79 турниров        |
| 5       | МРО Северо-Запад 10 турниров: Санкт-Петербург. Первая лига (10 клубов); Чемпионат Карелии; Чемпионат Коми; Чемпионат Архангельской области; Чемпионат Мурманской области (9 клубов); Балтийская Лига. Высший дивизион (12 клубов); Чемпионат Ленинградской области (12 клубов); Чемпионат Новгородской области; Чемпионат Псковской области; Чемпионат Ненецкого АО | МФФ Золотое Кольцо 7 турниров: Чемпионат Владимирской области. Группа 1 (14 клубов); Чемпионат Вологодской области. Первый дивизион (7 клубов); Чемпионат Ивановской области; Чемпионат Кировской области; Чемпионат Костромской области; Чемпионат Тверской области (13 клубов); Чемпионат Ярославской области | МФФ — Москва* 1 турнир: Первенство Москвы Дивизион Б (15 клубов)                    | ФФМО* — Московская область 1 турнир: Первенство Московской области — Лига Б/Лига В 38 клубов в 4 дивизионах Лига В-1 (10 клубов), Лига В-2 (9 клубов), Лига В-3 (9 клубов), Лига В-4 (10 клубов) | МРО ЮФО 11 турниров: Чемпионат Адыгеи; Чемпионат Кабардино-Балкарии (16 клубов); Чемпионат Калмыкии; Чемпионат Осетии (13 клубов) Чемпионат Ингушетии (15 клубов); Чемпионат Дагестана (8 клубов); Чемпионат Чеченской Республики; Чемпионат Ставропольского края; Чемпионат Краснодарского края; Чемпионат Астраханской области; Чемпионат Ростовской области | СФФ Центр 12 турниров: Чемпионат Белгородской области; Чемпионат Брянской области; Чемпионат Волгоградской области; Чемпионат Воронежской области; Чемпионат Калужской области; Чемпионат Курской области; Чемпионат Липецкой области; Чемпионат Орловской области; Чемпионат Рязанской области; Чемпионат Смоленской области; Чемпионат Тамбовской области; Чемпионат Тульской области | МРО Урал и Западная Сибирь 7 турниров: Чемпионат Башкортостана; Чемпионат Пермского края; Чемпионат Омской области; Чемпионат Свердловской области; Чемпионат Тюменской области; Чемпионат Челябинской области | МФС Приволжье 11 турниров: Чемпионат Республики Марий-Эл; Чемпионат Мордовии; Чемпионат Татарстана; Чемпионат Удмуртской республики; Чемпионат Чувашии; Чемпионат Нижегородской области; Чемпионат Оренбургской области; Чемпионат Самарской области; Чемпионат Саратовской области; Чемпионат Пензенской области; Чемпионат Ульяновской области | СФФ Сибирь 11 турниров: Чемпионат Алтая; Чемпионат Бурятии; Чемпионат Тывы, Чемпионат Хакасии; Чемпионат Алтайского края; Чемпионат Забайкальского края; Чемпионат Красноярского края; Чемпионат Иркутской области, Чемпионат Кемеровской области; Чемпионат Новосибирской области; Чемпионат Томской области | Дальневосточный футбольный союз 8 турниров: Чемпионат Республики Саха (Якутия); Чемпионат Камчатского края; Чемпионат Приморского края; Чемпионат Хабаровского края; Чемпионат Амурской области; Чемпионат Магаданской области; Чемпионат Сахалинской области; Чемпионат Еврейской АО |                                                                                     |
| 6       | Пятый дивизион | Пятый дивизион | Пятый дивизион                                                                      | Пятый дивизион | Пятый дивизион | Пятый дивизион | Пятый дивизион | Пятый дивизион | Пятый дивизион | Пятый дивизион | Пятый дивизион                                                                      |
| 6       | Региональные первенства, муниципальные и городские, внутригородские (районы и микрорайоны) и другие чемпионаты и первенства | |                                                                                     | | | | | | | |                                                                                     |
| 6       | Балтийская Лига. Первый дивизион (12 клубов); | Первенство Владимирской области. Группа 2 (12 клубов); Чемпионат Вологодской области. Второй дивизион (15 клубов) Чемпионат Тверской области. Первый дивизион (23 клуба) |                                                                                     | | Первенство Ставропольского края (8 клубов) | | | | | |                                                                                     |

* Примечания.
- 1. До 2004[уточнить] года соревнования в зонах «Москва» и «Московская область» входили в ведение МРО Центр.
- С 2012[уточнить] года соревнования в Дивизионе «А» зоны «Москва» относятся к III дивизиону, соревнования в Дивизионе «Б» зоны «Москва» относятся к Четвёртому дивизиону, ранее дивизионы/группы «А» и «Б» были равнозначны и относились к III дивизиону.

Чемпионат Санкт-Петербурга с 2023 года является отдельной зоной Третьего дивизиона.
Зона «Сибирь» до сезона 2022 Третьего дивизиона состояла из Высшей и Первой лиг.
В 2020 г. группа (зона) «Восток» упразднена, её команды переведены в группы 2-4. 
Некоторые команды играют не в своих группах, зонах, турнирах (например, клубы Москвы и Подмосковья в группе 2 Дивизиона «Б» Второй лиги).
Вторая лига с сезона 2023/24 разделена на дивизионы «А» (гибридный формат) и «Б» (переходный сезон летне-осенней части 2023 года и «весна-осень» с 2024 года).

## Вне структуры лиг
- М-Лига (молодёжное первенство, в 2001—2008 годах — турнир дублёров) в систему профессиональных лиг не входит, являясь обособленным турниром. До 2001 года дублирующие составы клубов имели возможность участвовать в зональных турнирах низшего профессионального уровня (Вторая и Третья лиги ПФЛ) без права перехода в вышестоящий дивизион. В дальнейшем появилась практика создания клубами РФПЛ и ФНЛ вторых команд на базе молодёжных команд/дублей, которые включались в соревнования Второго дивизиона, и при условии выступления первой команды в высшем дивизионе, вторым командам стало предоставляться возможность подниматься из второго дивизиона (Первенство ПФЛ) в первый (Первенство ФНЛ); примеры — «Зенит-2», «Спартак-2», при наличии у «Спартака» и «Зенита» параллельно ещё и молодёжных команд, участвующих в Молодёжном первенстве. С сезона-2020/21 в молодёжное первенство могут включаться и другие команды — не только клубов премьер-лиги.
- Юношеская футбольная лига создана в апреле 2019 года. В сезоне-2019/20 ЮФЛ участвовали команды (преимущественно из игроков 2002 года рождения) 12 сильнейших академий страны: «Спартак», ЦСКА, «Локомотив», «Динамо», «Чертаново», «Строгино» (все — Москва), «Мастер-Сатурн» (Московская область), «Зенит», СШОР «Зенит» (оба — Санкт-Петербург), «Краснодар» (Краснодар), «Рубин» (Казань) и «Академия Коноплева» (Самарская область). Победитель ЮФЛ получил право представлять Россию в Юношескую лигу УЕФА. В сезоне-2020/21 в соревновании, которое проводится в двух лигах (U-17 и U-16), играют команды 14 академий двух возрастных категорий.